# Stella binaria

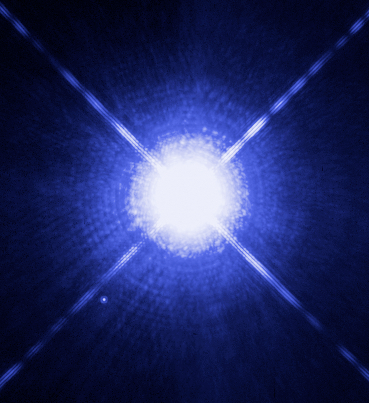
Immagine della stella binaria Sirio ripresa dal telescopio spaziale Hubble, in cui Sirio B è chiaramente visibile (in basso a sinistra)

Una stella binaria è un sistema stellare formato da due stelle che orbitano intorno al loro comune centro di massa; la stella più luminosa viene chiamata primaria, mentre l'altra viene chiamata compagna o secondaria. 
Le osservazioni compiute sin dall'Ottocento fanno pensare che siano molte le stelle a far parte di sistemi binari o di sistemi multipli, composti da più di due stelle. Il termine stella doppia è a volte utilizzato quale sinonimo di stella binaria, ma talvolta indica sia le stelle binarie fisicamente legate fra loro sia le binarie ottiche, ovvero coppie di stelle che appaiono vicine se osservate dalla Terra, ma che non hanno alcun legame gravitazionale fra loro. Si può verificare se una stella doppia è ottica qualora le due componenti abbiano valori di moto proprio o velocità radiale sufficientemente distinti, oppure quando le misurazioni della parallasse rivelano che esse hanno distanze differenti dalla Terra. Esistono però molte stelle doppie per le quali non è stato ancora possibile determinare se si tratti di binarie fisicamente legate oppure solo di doppie apparenti.
Spesso le due componenti che formano una stella binaria sono visibili a occhio nudo o tramite l'ausilio di strumenti osservativi; una binaria di questo tipo viene chiamata visuale. Molte binarie visuali hanno lunghi periodi orbitali, dell'ordine di centinaia o migliaia di anni, e perciò le loro orbite sono note solo con incertezza. Altre binarie invece presentano un'orbita così stretta che non sono risolvibili neppure con le strumentazioni ottiche, ma sono riconoscibili come tali soltanto tramite tecniche indirette quali la spettroscopia (binarie spettroscopiche) o l'astrometria (binarie astrometriche). Se una binaria presenta un piano orbitale parallelo alla linea di vista della Terra, le sue componenti si eclisseranno a vicenda; queste binarie vengono chiamate a eclisse o, quando sono riconoscibili dai cambiamenti di luminosità prodotti dalle eclissi, binarie fotometriche.
Se le componenti di un sistema binario sono abbastanza vicine (binarie strette), esse possono distorcere reciprocamente le loro atmosfere e, in alcuni casi, possono pure scambiarsi materiale così da modificare la loro normale evoluzione. Una varietà di binarie strette sono le cosiddette binarie a contatto, le quali sono talmente vicine tra loro da condividere una considerevole percentuale di materia. Le binarie possono originare anche delle nebulose planetarie e sono all'origine delle variabili cataclismiche, in particolare delle novae e delle supernovae di tipo Ia. Le stelle binarie rivestono inoltre un importante ruolo in astrofisica, in quanto il calcolo delle loro orbite permette di stimare le masse delle due componenti e, indirettamente, altri parametri come il raggio e la densità.

## Osservazione

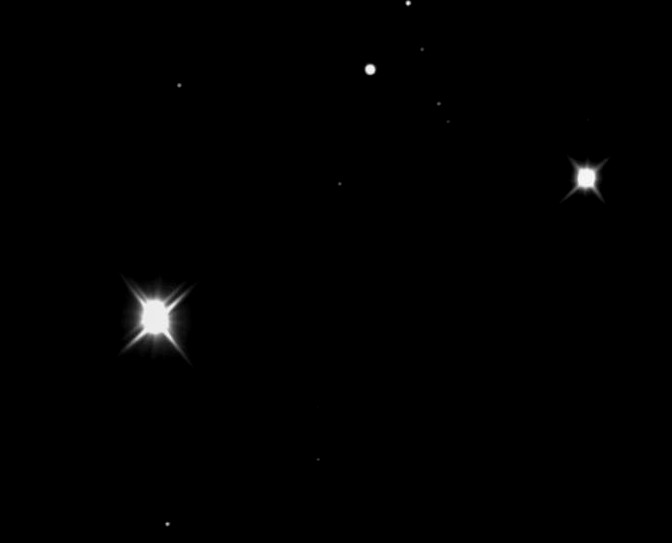
Mizar (a sinistra) e Alcor (destra) costituiscono una famosa binaria visuale; osservando attentamente, è possibile notare due delle componenti che costituiscono il sistema di Mizar.

Poiché la distanza che separa le due componenti di una stella binaria è sempre molto inferiore alla distanza della coppia dalla Terra, sono molto poche le stelle binarie che possono essere osservate a occhio nudo: esse, al contrario, ci appaiono come un'unica stella in quanto sono troppo vicine per essere separate dall'occhio umano. Una notevole eccezione è la coppia Mizar-Alcor, appartenente alla costellazione dell'Orsa Maggiore, che appare separata da 11,8 minuti d'arco e che può essere distinta a occhio nudo se si ha una buona vista. Le due stelle sono fisicamente distanti fra loro circa un quarto di anno luce e distano da noi circa 80 anni luce. Tuttavia, nella maggior parte dei casi per separare le due componenti di una stella binaria è necessario l'ausilio di una strumentazione: infatti, quanto minore è la distanza fra le due componenti e/o quanto maggiore è la distanza della coppia dalla Terra, tanto maggiore deve essere il potere risolvente angolare dello strumento necessario a separarle. La luminosità delle stelle è un altro fattore importante: le stelle brillanti, a causa del loro riverbero, sono infatti più difficili da separare rispetto a quelle più deboli. Alcune stelle binarie presentano una separazione sufficientemente piccola e sono sufficientemente distanti dalla Terra da non poter essere risolte neppure dai telescopi più potenti; la costruzione di telescopi sempre più grandi e potenti permette comunque l'osservazione diretta di un crescente numero di stelle binarie.

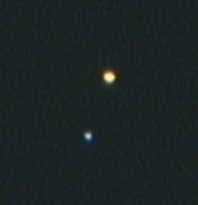
Le due componenti visuali di Albireo.

Uno degli aspetti più suggestivi dell'osservazione delle binarie è il contrasto fra colori fra le loro componenti che alcune di esse mostrano; una delle binarie in questo senso più spettacolari è Albireo, una stella di terza magnitudine appartenente alla costellazione del Cigno. Essa è una delle binarie visuali più facili da osservare a causa della larga separazione fra le due componenti e della loro differenza di colore: la stella più luminosa della coppia è di colore azzurro, mentre la compagna è di colore arancione; la componente più luminosa è in realtà essa stessa una binaria stretta. Tuttavia i colori che gli osservatori riportano sono spesso molto discordanti fra loro; queste discordanze possono essere dovute a una pluralità di fattori, quali il tipo di telescopio utilizzato, le condizioni atmosferiche, la differenza di luminosità fra le componenti della coppia, gli effetti di colore contrastante e la percezione dei colori da parte dell'osservatore. In campo amatoriale i telescopi più piccoli sono avvantaggiati rispetto a quelli più grandi in quanto i piccoli strumenti forniscono un livello di luce ottimale per distinguere i colori delle binarie più brillanti: troppa illuminazione (così come troppo poca) rende la percezione dei colori difficile e incerta.
Quando si osserva una stella doppia, si cerca innanzitutto di accertare se si tratti di una vera binaria o solo di una coppia ottica; uno dei modi più semplici per farlo è osservare il moto orbitale delle due stelle intorno al loro comune centro di massa. Questo metodo può essere utilizzato se il periodo orbitale non è eccessivamente lungo, in modo tale che il moto relativo delle due stelle possa essere osservato nel tempo. Si procede in questo caso misurando l'angolo di posizione della stella meno luminosa rispetto a quella più brillante e la loro distanza angolare e queste misurazioni vengono ripetute nel tempo. Dopo un sufficiente numero di osservazioni, esse sono raccolte in un sistema di coordinate polari, dove la stella più luminosa occupa l'origine e dove viene disegnata l'ellisse più probabile passante per i punti in cui la meno brillante è stata osservata; in realtà questa ellisse non coincide con l'orbita reale della secondaria, ma con la sua proiezione sul piano del cielo. A partire da tale ellisse apparente è comunque possibile calcolare i parametri dell'orbita, dove il semiasse maggiore è espresso in unità angolari, a meno che la parallasse, e quindi la distanza, del sistema non sia conosciuta. Il calcolo dei parametri orbitali è di fondamentale importanza in astronomia, dato che costituisce l'unico metodo diretto per la valutazione della massa delle stelle. Quando il periodo orbitale è troppo lungo per poter apprezzare cambiamenti nella posizione delle due stelle, si ricorre alla misurazione delle distanze, delle velocità radiali e del moto proprio delle stelle della coppia: se queste misurazioni danno valori uguali o simili, allora la coppia è probabilmente legata da vincoli di gravità. Infatti se due stelle sono fisicamente legate, allora si troveranno più o meno alla stessa distanza da noi e saranno accomunate dallo stesso moto proprio nel cielo.

## Storia delle osservazioni

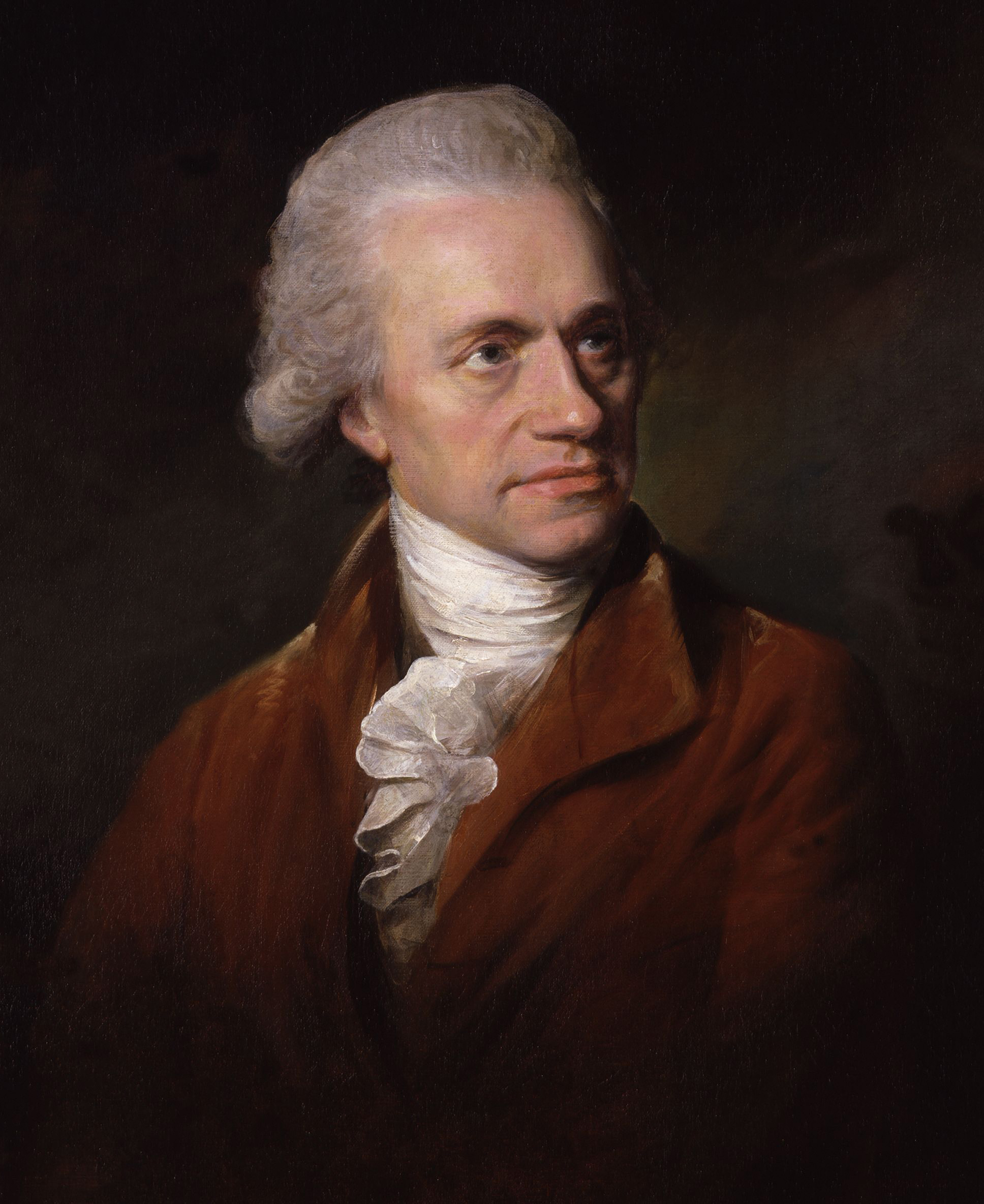
William Herschel.

Il termine binaria fu usato per la prima volta per designare una coppia di stelle dall'astronomo anglo-prussiano William Herschel, il quale nel 1802 scriveva:
Nella moderna terminologia astronomica si definisce dunque stella binaria una coppia di stelle che orbitano intorno a un comune centro di massa; le stelle binarie che possono essere risolte tramite un telescopio o tramite un interferometro vengono chiamate binarie visuali. Per la maggior parte delle binarie visuali conosciute, non è stata ancora osservata un'intera rivoluzione, ma solo una parte della curva dell'orbita, a causa del lungo periodo orbitale che un'ampia orbita comporta.
Il termine più generale stella doppia è utilizzato per le coppie di stelle che appaiono vicine nel cielo. Le stelle doppie possono essere o stelle binarie o semplicemente due stelle che appaiono vicine, ma che possiedono in verità distanze molto differenti dal Sole. In quest'ultimo caso vengono chiamate binarie ottiche; tuttavia questa distinzione fra i significati di stella binaria e stella doppia viene di solito operata fra i corrispondenti termini inglesi (binary star e double star), mentre nelle altre lingue si tende spesso a considerarli sinonimi.
Dall'invenzione del telescopio è stato individuato un gran numero di stelle doppie. La prima a essere individuata come tale fu Mizar, nel Grande Carro dell'Orsa Maggiore: la sua natura di stella doppia fu scoperta da
Giovanni Battista Riccioli nel 1650, anche se è probabile che tale scoperta sia stata effettuata in precedenza da Benedetto Castelli e Galileo. Nel 1656 l'olandese Christiaan Huygens vide la stella θ Orionis, situata all'interno della celebre Nebulosa di Orione, risolta in tre componenti; nel 1664 l'inglese Robert Hooke scoprì la duplicità di γ Arietis, mentre nel 1678 l'italiano Giovanni Cassini, astronomo a Parigi presso la corte di Luigi XIV, rilevò la duplicità di β Scorpii e Castore (α Geminorum); Acrux, nella costellazione della Croce del Sud, fu riconosciuta quale stella doppia da padre Fontenay nel 1685. Inizialmente molte delle coppie furono interpretate come sistemi planetari, costituiti da un pianeta orbitante intorno a una stella centrale; presto però ci si rese conto che questa ipotesi non poteva essere corretta in quanto non veniva percepito alcun moto di rivoluzione del presunto pianeta intorno alla stella.
Nella prima metà del Settecento alcuni astronomi ritenevano che le stelle doppie apparissero vicine solo per ragioni di prospettiva. Nel 1767 John Michell fu il primo a suggerire che le stesse doppie potessero essere fisicamente legate fra loro, basandosi sul fatto che la probabilità che due stelle potessero apparire casualmente vicine fosse molto bassa. William Herschel cominciò a osservare le stelle doppie nel 1779 e ne compilò un catalogo contenente circa 700 astri; nel 1803 egli aveva osservato la posizione relativa di molte stelle doppie nel corso dei precedenti 25 anni e poté concludere che doveva trattarsi di sistemi gravitativamente legati. Fu però necessario attendere il 1827 perché per la prima volta venisse determinata l'orbita di una stella binaria, quando Félix Savary calcolò quella di ξ Ursae Majoris; da allora molte stelle doppie sono state catalogate e studiate. Il Washington Double Star Catalog, un database di doppie visuali compilato dallo United States Naval Observatory, raccoglie più di 100.000 stelle doppie e comprende sia stelle doppie ottiche che stelle binarie. Sono conosciute le orbite di solo alcune migliaia di queste stelle e per la maggior parte di esse non è neppure ancora certo se si tratti di vere binarie o solo di vicinanze prospettiche.

## Classificazione
Per classificare le stelle binarie ci si serve di due metodi, basati sul sistema mediante cui la duplicità della stella viene accertata oppure sulla distanza che separa le due componenti.

### Secondo il metodo della scoperta
Le stelle binarie sono classificate in quattro diversi tipi a seconda del modo in cui la loro natura di binarie viene accertata:
- binarie visuali, tramite l'osservazione diretta;
- binarie spettroscopiche, tramite cambiamenti periodici nelle linee spettrali;
- binarie fotometriche, tramite i cambiamenti nella luminosità causati dalla eclissi reciproca delle due componenti;
- binarie astrometriche, tramite la misurazione dei cambiamenti di posizione di una stella causati da un'invisibile compagna.[5][6]

Una binaria può appartenere a più di una di queste classi: per esempio, molte binarie spettroscopiche sono anche binarie fotometriche.

#### Binarie visuali
Una binaria visuale è una stella binaria le cui componenti sono sufficientemente separate perché si possa osservarle con il telescopio o persino con un potente binocolo.
La stella più luminosa della coppia è chiamata primaria, mentre la più debole secondaria; se le due stelle hanno luminosità simili, la designazione operata dallo scopritore viene di solito mantenuta.
Una binaria visuale interessante, risolvibile solo tramite telescopi, è 61 Cygni, le cui componenti, 61 Cygni A e 61 Cygni B, sono due stelle arancioni di sequenza principale: essa è conosciuta per il suo grande moto proprio e per essere stata una delle prime stelle di cui sia stata misurata con accuratezza la distanza dalla Terra.

#### Binarie spettroscopiche
Talvolta la prova che una stella sia binaria proviene esclusivamente dall'effetto Doppler che caratterizza la radiazione emessa dalla stella. In questi casi, le linee dello spettro di entrambe le stelle della coppia prima si spostano verso il blu, poi verso il rosso, in ossequio al loro moto orbitale che le porta dapprima ad allontanarsi e quindi ad avvicinarsi a noi. Il periodo dello spostamento coincide con quello orbitale.
In questi sistemi, la separazione fra le due stelle è solitamente molto piccola, sicché le loro velocità orbitali sono elevate e, a meno che il piano orbitale non sia perpendicolare alla linea di vista, le velocità orbitali avranno componenti nella direzione della linea di vista e la velocità radiale subirà periodiche variazioni. Poiché la velocità radiale può essere misurata tramite uno spettrometro, misurando l'effetto Doppler, le binarie scoperte con questo metodo vengono chiamate spettroscopiche; molte di queste sono talmente vicine da non poter essere risolte neppure dai telescopi più potenti.

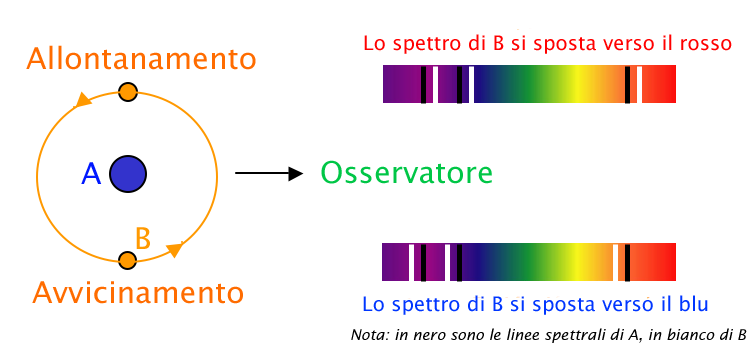
Schema di una binaria spettroscopica.

In alcune binarie spettroscopiche sono visibili le linee spettrali di entrambe le stelle: esse sono chiamate binarie spettroscopiche a doppia linea (in inglese double-lined spectroscopic binaries, abbreviato con "SB2"). In altri sistemi è invece possibile osservare lo spettro di una sola delle due stelle e il movimento delle linee spettrali alternativamente verso il rosso e verso il blu; questi sistemi sono conosciuti come binarie spettroscopiche a singola linea (in inglese single-lined spectroscopic binaries, abbreviato con "SB1").
L'orbita di una binaria spettroscopica è determinata effettuando una lunga serie di osservazioni della velocità radiale di una o di entrambe le componenti del sistema; viene poi tracciato un diagramma che riporta la variazione delle velocità radiali nel tempo e viene determinata la curva periodica di variazione. Se l'orbita è circolare allora ne risulterà una sinusoide; se l'orbita è ellittica, la forma della curva dipenderà dall'eccentricità dell'ellisse e dalla posizione del piano orbitale rispetto alla linea di vista.
Non è possibile determinare contemporaneamente il semiasse maggiore a e l'inclinazione orbitale i. Tuttavia è possibile determinare direttamente in unità lineari (ad esempio in chilometri) il prodotto del semiasse maggiore con il seno dell'inclinazione del piano orbitale (a × sin i): se il valore di a o di i può essere determinato direttamente tramite altri mezzi, come nel caso delle binarie a eclissi, può essere ottenuta una soluzione completa dell'orbita.
Le binarie sia visuali che spettroscopiche sono rare. Le binarie visuali hanno componenti molto separate, con periodi della durata di decenni o secoli: le velocità radiali sono troppo piccole per essere misurate dallo spettroscopio; al contrario, le binarie spettroscopiche hanno separazioni troppo piccole perché le due componenti possano essere risolte tramite un telescopio. Le binarie che sono sia visuali che spettroscopiche sono di solito relativamente vicine alla Terra e costituiscono una preziosa fonte di informazioni.

#### Binarie a eclisse
Una binaria a eclisse è una stella binaria il cui piano orbitale è pressoché parallelo alla linea di vista dell'osservatore, sicché le due componenti si eclissano a vicenda. Nel caso in cui la binaria a eclisse sia anche spettroscopica e sia conosciuta la parallasse, lo studio delle caratteristiche delle due stelle risulta particolarmente facilitato.
Con la costruzione di telescopi ad ampio diametro, come il Very Large Telescope, è divenuto possibile misurare con accuratezza i parametri delle binarie a eclissi, rendendole utilizzabili quali candele standard nella misura delle distanze galattiche: infatti, esse sono state utilizzate per misurare le distanze delle Nubi di Magellano, della galassia di Andromeda e della galassia del Triangolo. Il livello di accuratezza di queste misure è del 5%.
Le binarie a eclissi sono variabili non perché la radiazione delle due componenti individuali cambi nel tempo, ma a causa delle reciproche eclissi. La curva di luce di una binaria a eclissi è caratterizzata da periodi in cui la radiazione è praticamente costante, alternati a periodi in cui si ha una caduta di intensità. Se una delle stelle è più grande dell'altra, la secondaria sarà oscurata mediante un'eclissi totale, mentre la primaria mediante un'eclissi anulare.
Il periodo orbitale di una binaria a eclissi può essere determinato mediante lo studio della curva di luce, mentre la grandezza relativa delle due stelle può essere determinata in rapporto al semiasse maggiore dell'orbita, osservando quanto velocemente la luminosità del sistema si modifica nel momento in cui il disco della stella più vicina copre quello della stella più distante; se il sistema è anche una binaria spettroscopica, i parametri orbitali possono essere facilmente ricavati, così come le masse delle due componenti. Conoscendo sia il raggio che la massa è possibile ricavare anche la densità delle due stelle.
L'esempio più noto di binaria a eclisse è Algol (β Persei). Un altro esempio peculiare è ε Aurigae: la componente visibile è una supergigante gialla appartenente alla classe spettrale F0, mentre l'altra componente, responsabile dell'eclissi, non è visibile, ma si suppone sia una stella di classe B5. Un ulteriore esempio è costituito da β Lyrae, una binaria semidistaccata, appartenente alla costellazione della Lira. Alcune binarie a eclissi si segnalano per la loro esoticità: SS Lacertae era un tempo una binaria a eclissi, ma ha cessato di esserlo intorno alla metà del Novecento; V907 Scorpii è una binaria a eclissi che alterna periodi di eclissi ad altri di assenza di eclissi; infine BG Geminorum è una binaria a eclissi che si crede essere composta da una stella di classe K0 che orbita intorno a un buco nero.

#### Binarie astrometriche

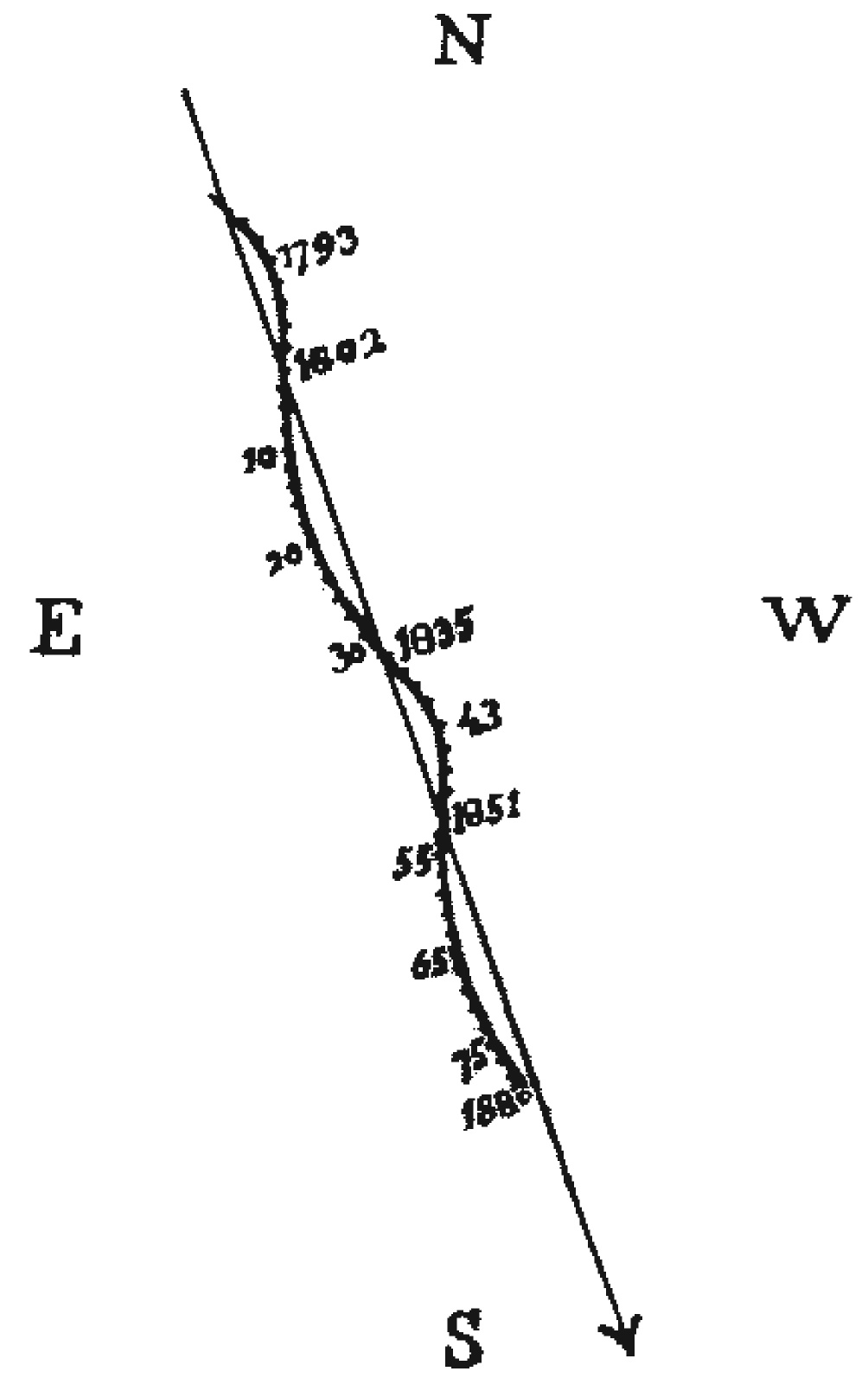
Illustrazione ottocentesca che mostra l'oscillazione del moto di Sirio, considerato qui nel periodo 1793-1889. Lo studio di tali oscillazioni permise di scoprire la natura binaria di Sirio.

Gli astronomi osservano spesso stelle relativamente vicine a noi che manifestano oscillazioni nel loro moto proprio. Queste oscillazioni sono determinate dal moto orbitale di una delle componenti di un sistema binario avente una compagna così debole da risultare invisibile (come nel caso di una stella degenere, un oggetto che emette poca o nessuna radiazione nel visibile) o essere resa tale dalla brillantezza della primaria. La stessa matematica utilizzata per calcolare i parametri delle binarie visuali può essere applicata per inferire la massa di una compagna invisibile.
La posizione della stella visibile può essere misurata con accuratezza e si può scoprire che essa varia a causa dell'attrazione gravitazionale di una compagna non visibile: in particolare, in seguito a ripetute misurazioni della posizione della stella rispetto alle stelle più lontane, si può rilevare che la stella visibile segue nel cielo un percorso sinusoidale. Queste misurazioni sono possibili solo sulle stelle più vicine, poste entro un raggio di 10 parsec (~ 32 anni luce), che presentano un elevato moto proprio. La massa della compagna invisibile può essere dedotta dalla precisa misura astrometrica del movimento della stella visibile per un periodo di tempo sufficientemente lungo: infatti, le caratteristiche del sistema possono essere determinate utilizzando le leggi di Keplero.
L'analisi astrometrica è utilizzata anche per scoprire la presenza di pianeti extrasolari; tuttavia, la scoperta di pianeti extrasolari richiede misure estremamente precise a causa della grande differenza di massa che esiste fra il pianeta e la stella intorno a cui orbita. Per effettuare misurazioni così precise è di solito necessario ricorrere a telescopi spaziali che non sono soggetti all'aberrazione prodotta dall'atmosfera terrestre.
Una delle più famose binarie astrometriche è Sirio, la stella più brillante dell'intera volta celeste, visibile nella costellazione del Cane Maggiore. Nel 1844 l'astronomo tedesco Friedrich Bessel dedusse, studiandone i cambiamenti di moto proprio, che la stella potesse avere una compagna invisibile, che fu osservata per la prima volta il 31 gennaio 1862 Alvan Graham Clark e denominata Sirio B. Nel 1915 gli astronomi dell'Osservatorio di Monte Wilson, osservando lo spettro di Sirio B, dedussero che si trattava di una nana bianca. Nel 2005 usando il Telescopio Spaziale Hubble, gli astronomi hanno determinato che Sirio B possiede all'incirca il diametro della Terra, 12.000 km, con una densità molto elevata e una massa pari a circa il 98% di quella del Sole. Procione, l'ottava stella più brillante dell'intera volta celeste, appartenente alla costellazione del Cane Minore, presenta delle caratteristiche simili a quelle di Sirio: è infatti composta da una stella bianco-gialla di classe spettrale F5IV-V, chiamata Procione A, e da una debole nana bianca, chiamata Procione B.

### Secondo la distanza

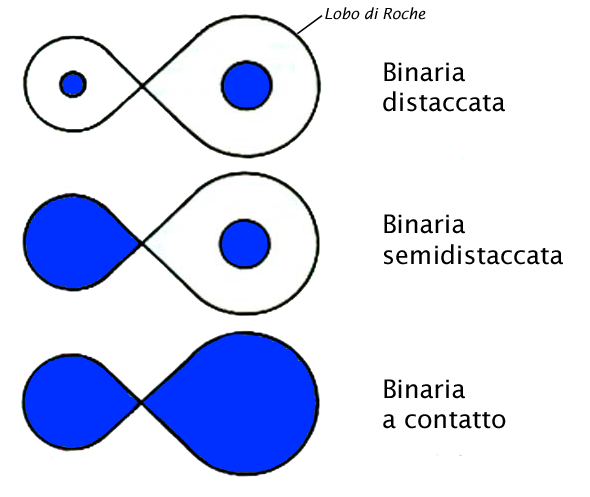
Diversi tipi di stella binaria secondo la distanza.

Un'altra classificazione delle stelle binarie è basata sulla distanza che separa le due stelle in relazione alla loro dimensione.
Le binarie distaccate sono sistemi in cui ognuna delle due componenti è posta all'interno del suo lobo di Roche, cioè dell'area in cui la forza gravitazionale della stella è maggiore di quella della sua compagna; queste stelle non subiscono importanti influenze reciproche ed evolvono separatamente. La maggior parte delle binarie appartiene a questa classe.
Le binarie semidistaccate sono sistemi in cui una delle due componenti riempie il proprio lobo di Roche, mentre l'altra no; in questo caso avviene un trasferimento di gas dalla stella che riempie il proprio lobo di Roche all'altra. Questo scambio di materia ha un'importanza fondamentale nell'evoluzione di questi sistemi; in molti casi, l'afflusso di gas forma un disco di accrescimento intorno alla stella che riceve materiale.
Una binaria a contatto è un sistema in cui entrambe le componenti riempiono il proprio lobo di Roche e le parti più esterne delle atmosfere stellari formano un "inviluppo comune" che circonda entrambe le componenti del sistema. Poiché la frizione dell'inviluppo rallenta il moto orbitale, le stelle possono alla fine giungere a fondersi.

## Periodo orbitale
I periodi orbitali delle binarie possono variare da meno di un'ora (per le stelle AM Canum Venaticorum) a pochi giorni (come per β Lyrae), a centinaia di migliaia di anni (come per Proxima Centauri intorno alla coppia α Centauri AB).

## Designazioni

### A e B
Spesso le componenti di una binaria sono chiamate con le lettere A e B posposte alla designazione del sistema: A denota la primaria, B la secondaria, mentre la coppia nel suo complesso può esser designata col suffisso AB (ad esempio, la stella binaria α Centauri AB è costituita da α Centauri A e α Centauri B). Le lettere successive (C, D ecc.) possono essere utilizzate per designare ulteriori eventuali componenti di un sistema composto da più elementi stellari.
Nel caso di binarie aventi una designazione di Bayer le cui componenti sono molto separate, è possibile che i membri della coppia siano designati tramite numeri in apice; un esempio è ζ Reticuli, le cui componenti sono ζ1 e ζ2 Reticuli.

### 1 e 2
Un'altra designazione per le stelle doppie consiste nelle iniziali dello scopritore seguite da un numero di indice: ad esempio, poiché fu Padre Richaud nel 1689 a scoprire la natura binaria di α Centauri, questa stella è designata anche come RHD 1. I codici degli scopritori possono essere consultati presso il Washington Double Star Catalog.

### Calda e fredda

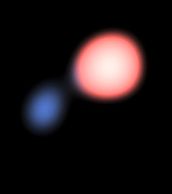
Una ricostruzione del sistema binario SS Leporis, costituito da una componente fredda (una gigante rossa) e da una componente calda.

Le componenti di una stella binaria possono essere designate come componente calda e componente fredda a seconda delle loro temperature superficiali. Se le due componenti appartengono alla sequenza principale, allora quella avente una massa maggiore sarà anche la più calda, oltre che la più luminosa, ma se almeno una delle due componenti è già uscita dalla sequenza principale, allora quale fra esse sia la più calda dipende dallo stadio di evoluzione delle due stelle.
- Se la stella più massiccia ha raggiunto lo stadio di gigante o supergigante, allora in molti casi è la meno calda del sistema. Ad esempio, Antares (α Scorpii) è un sistema binario la cui componente più calda, una stella di classe spettrale B, è molto meno luminosa e meno massiccia della sua compagna, una supergigante rossa di classe spettrale M1,5; di conseguenza la stella più fredda è la principale e viene designata con la lettera A, mentre la stella più calda è designata tramite la lettera B. Un altro esempio è R Aquarii: essa possiede uno spettro che indica la presenza di due componenti, una più calda e una più fredda; la componente più fredda è una supergigante e la compagna una componente più piccola e calda; è stato inoltre rilevato un trasferimento di materia dalla supergigante alla più piccola e densa compagna.[56]
- Quando tuttavia la principale raggiunge lo stadio di nana bianca, allora ha buone probabilità di essere la componente più calda del sistema, se si tratta di una nana bianca di recente formazione, che non è ancora andata incontro al lungo processo di raffreddamento. Per esempio, le novae simbiotiche sono sistemi stellari composti da una gigante di tipo K o M e una nana bianca; sebbene meno luminosa della compagna, la nana bianca è ben più calda di essa e quindi viene chiamata compagna calda.[57] Altri esempi di sistemi costituiti da una nana bianca più calda della sua compagna sono alcune binarie a eclissi individuate dalla missione Kepler della NASA: KOI-74b[58] è una nana bianca, avente una temperatura superficiale di 12 000 K (11 700 °C) che forma un sistema binario con KOI-74, una stella di classe A V, avente una temperatura di 9 400 K (9 130 °C).[59][60][61] KOI-81b[62] è una nana bianca di 13.000 K compagna di KOI-81, una stella di classe B V di 10.000 K.[59][60][61]

## Evoluzione

### Formazione e sequenza principale

Un super-flare emesso da XZ Tauri, un sistema doppio o forse triplo costituito da stelle T Tauri.

Anche se è possibile che alcuni sistemi (in particolare le binarie di lungo periodo) possano essersi formati dalla cattura gravitazionale reciproca di due o più stelle singole nate indipendentemente, tuttavia, data la bassissima probabilità di un simile evento (sarebbero comunque necessari almeno tre oggetti anche per la formazione di un sistema binario, dal momento che in base alla legge della conservazione dell'energia serve comunque un terzo elemento che assorba l'energia cinetica in eccesso affinché due stelle possano legarsi reciprocamente) e l'elevato numero di stelle binarie note, appare evidente che quello della cattura gravitazionale non sia il principale meccanismo attraverso cui ha origine un sistema stellare. Anzi, l'osservazione di sistemi costituiti da stelle pre-sequenza principale dà credito all'ipotesi secondo cui simili sistemi esistano già durante la fase di formazione stellare.
Il modello che ne esplica in modo accettabile l'esistenza suggerisce che questi si siano creati dalla suddivisione di un singolo originario nucleo denso protostellare in due o più frammenti orbitanti attorno a un comune centro di massa, i quali successivamente collassano a formare le componenti del futuro sistema.
Alcune evidenze ricavate dalle immagini riprese dal telescopio spaziale Spitzer mostrano che la formazione delle binarie strette determinerebbe un aspetto asimmetrico degli inviluppi molecolari da cui sottraggono il materiale necessario per la loro formazione.
Nella maggior parte dei casi le componenti che formano un sistema binario non si disturbano a vicenda per tutta la durata della loro esistenza; se però esse fanno parte di un sistema stretto, allora possono andare incontro a maggiori interazioni reciproche, anche in modo particolarmente accentuato, soprattutto nelle fasi successive alla sequenza principale.

### Binarie strette: trasferimento di massa e accrescimento
Giunta al termine della sequenza principale, una stella sperimenta diverse fasi di instabilità, che la portano a espandersi; se essa si trova in un sistema binario stretto, può colmare ed eccedere il suo lobo di Roche, cioè i suoi strati più esterni subiscono un'attrazione gravitazionale dalla compagna maggiore di quanto sia quella esercitata dalla stella stessa. In questo modo si innesca un processo di trasferimento di massa da una stella all'altra; tale materia viene fatta propria dalla stella ricevente per impatto diretto o mediante un disco di accrescimento. Il punto matematico in cui avviene questo trasferimento si chiama punto di Lagrange. È abbastanza comune che il disco di accrescimento sia l'elemento più brillante del sistema e quindi, a volte, l'unico visibile.
Se la fuoriuscita dal lobo di Roche della materia è troppo abbondante perché essa sia trasferita interamente alla compagna, è anche possibile che una parte di essa lasci del tutto il sistema dagli altri punti di Lagrange o tramite il vento stellare.
Poiché l'evoluzione di una stella è determinata dalla massa, il processo di trasferimento altera la normale evoluzione che le due componenti avrebbero avuto se fossero state stelle singole.
Lo studio del sistema di Algol ha portato alla formulazione del cosiddetto paradosso di Algol: sebbene le componenti di una stella binaria si formino contemporaneamente e sebbene le stelle più massicce si evolvano più rapidamente, in questo sistema la componente più massiccia, Algol A, è una stella di sequenza principale, mentre la sua compagna Algol B, meno massiccia, è una subgigante, dunque in uno stadio evolutivo più avanzato. Il paradosso è stato risolto ipotizzando un avvenuto scambio di materia: quando la stella originariamente più massiccia entra nello stadio di subgigante comincia a espandersi, riempiendo il proprio lobo di Roche; avviene quindi un trasferimento di gas all'altra stella, originariamente la meno massiccia, che permane ancora nella sequenza principale. Questo trasferimento ha come risultato che la stella inizialmente meno massiccia diviene quella più massiccia in virtù del materiale sottratto alla compagna. In alcune binarie simili ad Algol è possibile anche osservare il trasferimento di gas da una componente all'altra.
Tipi particolari di binarie strette evolute sono costituite dalle binarie a raggi X e dalle variabili cataclismiche.

#### Binarie a raggi X

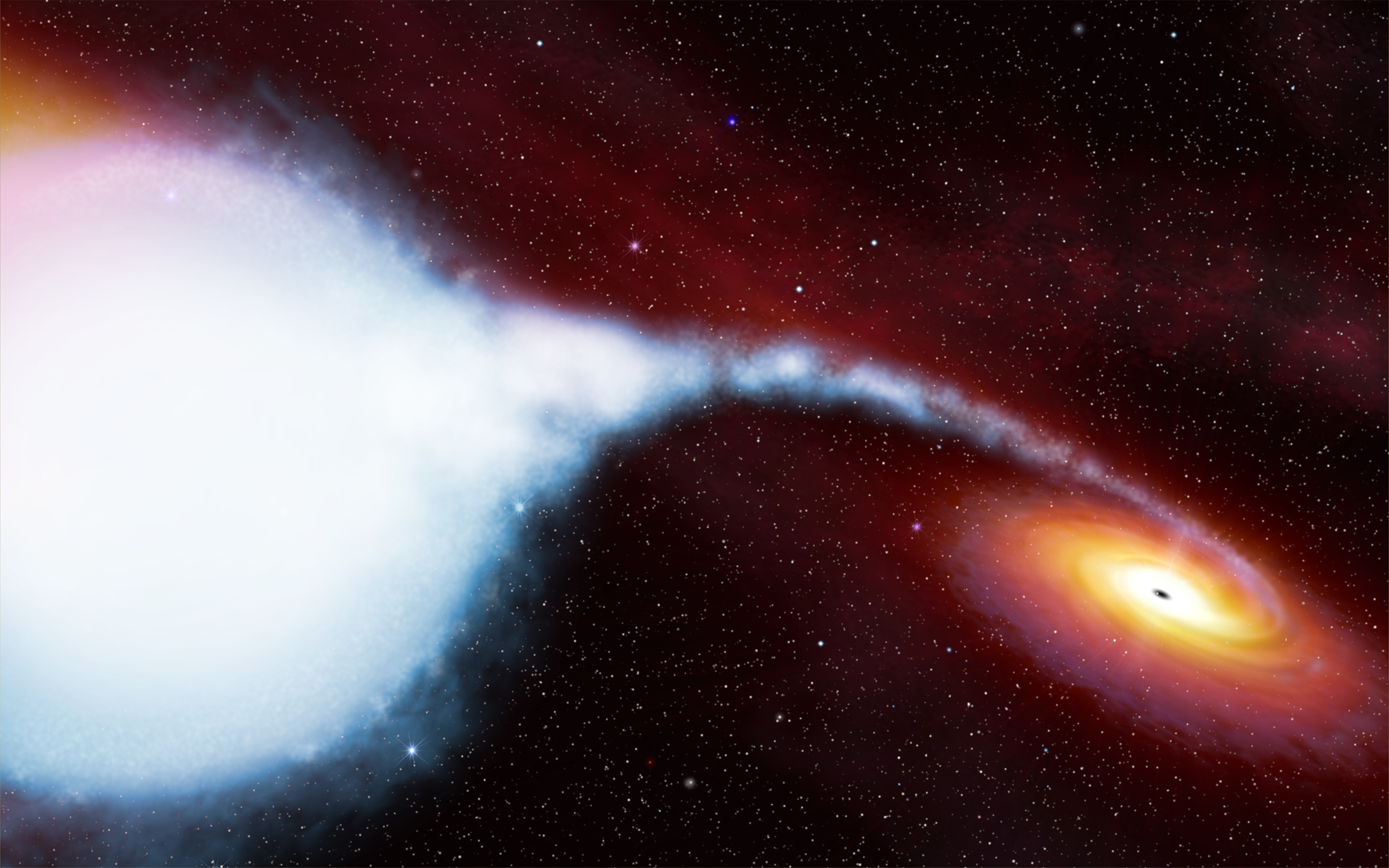
Rappresentazione artistica della binaria a raggi X Cygnus X-1.

Se le due componenti di un sistema binario hanno massa differente, una delle due raggiungerà lo stadio di stella degenere prima dell'altra: il sistema sarà quindi composto da una nana bianca o una stella di neutroni o un buco nero e da una compagna non ancora degenere. Se la compagna, conclusa la sequenza principale, si espande oltre il proprio lobo di Roche, da essa comincia a fuoriuscire gas che si accresce sulla stella degenere, formando un disco di accrescimento. A causa della viscosità della materia che costituisce il disco, l'energia di quest'ultimo viene dissipata in calore e il momento angolare orbitale del disco diminuisce all'avvicinarsi alla stella degenere. Per la progressiva diminuzione del momento angolare il gas procede in maniera spiraleggiante, compiendo orbite sempre più piccole. La regione in cui la velocità angolare del gas che compone il disco uguaglia quella della stella è detta strato limite di quantità di moto (boundary layer): in tale zona l'azione della viscosità diventa trascurabile. Il gas che si deposita sulla superficie della stella dissipa la sua residua energia in eccesso in parte tramite l'emissione di radiazione, in parte incrementando la velocità di rotazione della stella. Sull'origine della viscosità del disco sono state fatte diverse ipotesi, non verificate.
L'innalzamento della temperatura del gas che viene trasferito produce un'emissione di radiazione nella banda dei raggi X; in questo modo si costituiscono le cosiddette binarie a raggi X o, più semplicemente, binarie X. Le binarie a raggi X si dividono in binarie X di piccola o grande massa, a seconda della mole della stella donatrice. Le binarie X di grande massa contengono una stella donatrice giovane, appartenente alle classi spettrali O o B, che trasferisce massa alla stella degenere tramite il suo vento stellare. Nella binarie X di piccola massa la stella donatrice è invece una stella evoluta di classe spettrale K o M che ha riempito il suo lobo di Roche e che trasferisce parte della propria massa alla stella degenere, per lo più una stella di neutroni o un buco nero.
Probabilmente l'esempio più noto di binaria a raggi X è la binaria X a grande massa Cygnus X-1 (al lato): la massa della stella degenere di questo sistema è stimata essere 9 volte quella del Sole, molto al di sopra del limite di Tolman-Oppenheimer-Volkoff (il limite teorico massimo per la massa di una stella di neutroni), motivo per il quale si ritiene possa trattarsi di un buco nero. Si tratta del primo oggetto la cui identificazione con un buco nero è stata ampiamente accettata.

#### Variabili cataclismiche: novae e supernovae di tipo Ia
Le variabili cataclismiche sono un tipo particolare di binarie strette formate da una nana bianca e da una stella evoluta, che ha colmato il proprio lobo di Roche. In questi sistemi la nana bianca accresce regolarmente i gas provenienti dall'atmosfera esterna della compagna, i quali vengono compressi dall'intensa forza gravitazionale della nana bianca, raggiungendo temperature altissime in corrispondenza della sua superficie. In quanto costituita da materia degenere, una nana bianca non può subire cambiamenti significativi nella propria temperatura, mentre l'idrogeno, proveniente dalla compagna, finisce col raggiungere temperature tali da innescare localmente fenomeni di fusione nucleare. Ciò conduce al rilascio di enormi quantitativi di energia che spazzano via i gas residui dalla superficie della nana bianca, producendo un "lampo" luminoso ma di breve durata che si estingue nell'arco di pochi giorni; questo fenomeno è chiamato nova. Nei casi in cui l'accumulo di massa conduce la nana bianca a superare la massa minima per riavviare nel suo nucleo le reazioni di fusione nucleare, valore di massa che è poco inferiore al limite di Chandrasekhar, accade che, trovandosi la materia all'interno del nucleo della stella in condizioni di densità estremamente elevata (la cosiddetta condizione di degenerazione), la stella reagisce in modo anomalo giungendo all'esplosione, fenomeno chiamato supernova di tipo Ia. L'esplosione di una supernova di tipo Ia ha effetti catastrofici sul sistema, in quanto può distrugge l'intera stella e può espellere la compagna, rendendola una stella fuggitiva. Un esempio di una simile supernova è SN 1572 (nell'immagine), che fu osservata da Tycho Brahe e che è stata fotografata nel 2008 dai telescopi spaziali Spitzer e Chandra.

### Stelle fuggitive
Una stella fuggitiva è una stella che possiede dei valori di moto proprio abnormemente più elevati di quelli di altre stelle poste nella medesima regione galattica. Valori abnormemente alti di moto proprio possono essere acquisiti, oltre che in seguito all'esplosione di una supernova di tipo Ia, anche nel caso in cui il legame gravitazionale che vincola due stelle in un sistema binario molto ampio venga rescisso a causa di una perturbazione esterna; in tal caso le due componenti continueranno a evolversi come stelle singole. Una possibile perturbazione è costituita dall'incontro ravvicinato fra due sistemi binari, che potrebbe risultare nell'espulsione ad alta velocità di alcune delle stelle che li costituivano.

## Astrofisica

Una simulazione di una stella binaria, le cui componenti hanno masse simili e orbitano intorno al comune centro di massa secondo orbite ellittiche.

Le stelle binarie forniscono agli astronomi il migliore metodo per determinare le masse delle stelle. A causa dell'attrazione gravitazionale, le due stelle orbitano intorno al loro comune centro di massa. Dalla forma delle orbite di una binaria visuale o dalle variazioni spettrali di una binaria spettroscopica è possibile determinare la massa delle componenti.
Di una binaria visuale di cui si conosca la forma dell'orbita e la parallasse è possibile ricavare la massa complessiva del sistema utilizzando le leggi di Keplero; nel caso di una binaria spettroscopica che non sia anche visuale o a eclissi, non è però possibile dedurre tutti i parametri del sistema, ma solo il prodotto delle masse per il seno dell'inclinazione orbitale. Nel caso invece che la binaria spettroscopica sia anche a eclissi, è possibile ricavare tutti i parametri delle stelle della coppia (massa, densità, raggio, luminosità e forma approssimativa); in questo modo è possibile stabilire quale relazione esista in generale fra la temperatura, il raggio e la massa di una stella. Conosciuta tale relazione e conosciuto il raggio e la temperatura di una stella singola non binaria, è possibile dedurre la sua massa.
Poiché le stelle binarie sono comuni, esse sono particolarmente importanti nella comprensione dei processi che portano alla formazione delle stelle; in particolare, dal periodo e dalla massa di una binaria è possibile dedurre il momento angolare del sistema: poiché si tratta di una grandezza fisica conservativa, le binarie forniscono importanti informazioni riguardo alle condizioni in cui le stelle si formano.

### Scoperte scientifiche
Nel corso di due secoli una grande quantità di ricerche ha portato a numerose conclusioni generali, per altro non ancora del tutto certe. Fino al 2006 si pensava che oltre il 50% di tutte le stelle fossero doppie, col 10% di queste appartenenti a sistemi con più di due stelle (triple, quadruple o più). Uno studio del 2006 ha però messo in dubbio questi assunti: si è infatti scoperto che la gran maggioranza delle stelle piccole, in particolare le nane rosse (che si stima rappresentino in numero l'80% delle stelle della galassia) sono singole; per stelle con massa simile al Sole lo studio dà una percentuale del 56% di stelle singole e del 44% di stelle doppie o multiple, mentre per stelle di massa elevata la percentuale di stelle doppie può superare il 70%. Nei dintorni del Sole (entro 17 anni luce) la percentuale di stelle doppie è del 28%; è da notare però che 50 delle 70 stelle più vicine al Sole sono nane rosse, che raramente formano sistemi multipli.
Esiste una correlazione diretta fra il periodo orbitale e l'eccentricità dell'orbita: le binarie con minore periodo orbitale hanno solitamente orbite meno eccentriche. Le stelle binarie presentano separazioni molto differenti: ci sono coppie che sono praticamente a contatto fra loro e coppie talmente separate che il loro legame gravitazionale è deducibile solo dal loro comune moto proprio. Tuttavia la distribuzione lognormale dei periodi orbitali indica che la maggior parte dei sistemi ha un periodo di circa 100 anni, il che è un'ulteriore prova che le binarie si formano durante il processo di formazione stellare.
Quando le componenti di un sistema binario hanno uguale magnitudine assoluta, allora di solito appartengono anche alla stessa classe spettrale; se invece hanno diversa luminosità, allora la più debole sarà la più blu, se la compagna è una gigante rossa, mentre sarà la più rossa se la compagna appartiene alla sequenza principale.

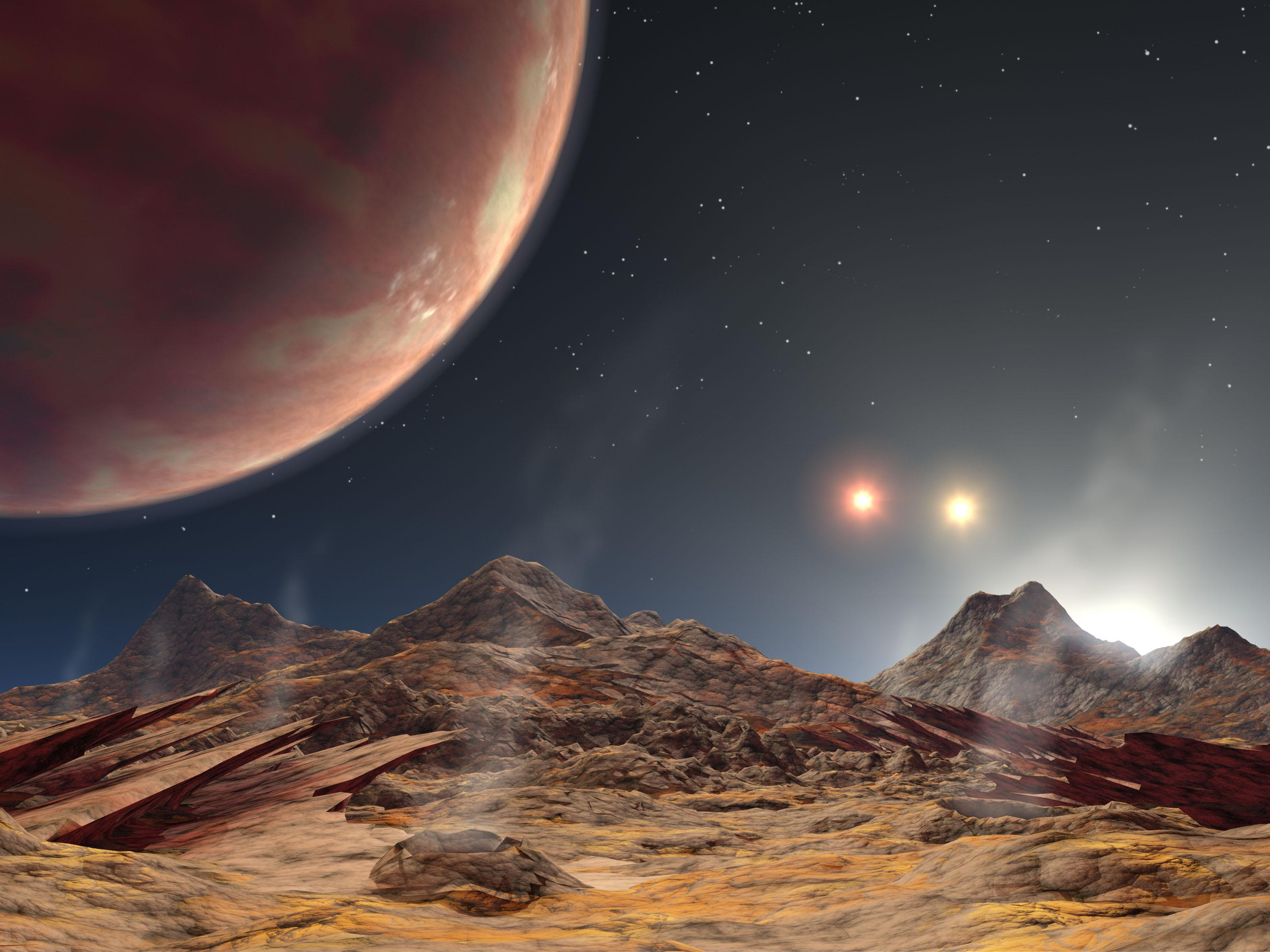
Rappresentazione artistica di un panorama da un'ipotetica luna di HD 188753 Ab (in alto a sinistra), un pianeta che orbita intorno a una stella tripla. La componente più brillante delle tre si trova appena sotto l'orizzonte.

#### Pianeti
Si stima che circa il 50-60% delle stelle binarie possano ospitare pianeti terrestri abitabili in orbite stabili. Alcune orbite sono impossibili per ragioni dinamiche (il pianeta sarebbe allontanato dalla sua orbita per essere o espulso dal sistema oppure trasferito a un'orbita più interna o esterna), mentre altre non potrebbero ospitare pianeti con biosfere a causa di differenze termiche troppo elevate nei differenti momenti dell'orbita. I pianeti che orbitano intorno a una sola delle componenti del sistema vengono chiamati di tipo S, mentre quelli che orbitano attorno a entrambe le stelle vengono chiamati di tipo P o circumbinari.
Alcune simulazioni hanno dimostrato che la presenza di una compagna può avere l'effetto di aumentare il tasso di formazione planetaria nelle zone abitabili "rimescolando" il disco protoplanetario così da incrementare la velocità di crescita dei protopianeti.
L'individuazione di pianeti nei sistemi binari presenta particolari difficoltà tecniche che ne hanno permesso finora la scoperta di un numero limitato. Alcuni esempi di binarie che ospitano pianeti includono la coppia nana bianca-pulsar PSR B1620-26, la coppia subgigante-nana rossa Alrai (γ Cephei), la coppia nana bianca-nana rossa NN Serpentis.
Uno studio del 2009 di quattordici sistemi planetari noti ha permesso di scoprire che tre di essi orbitano intorno a stelle binarie: si tratta di tipo S che orbitano intorno alla principale del sistema, mentre la componente secondaria è debole al punto che non era stata rilevata in precedenza. La scoperta ha permesso di ricalcolare i parametri sia dei pianeti che delle stelle primarie.

## Stelle multiple

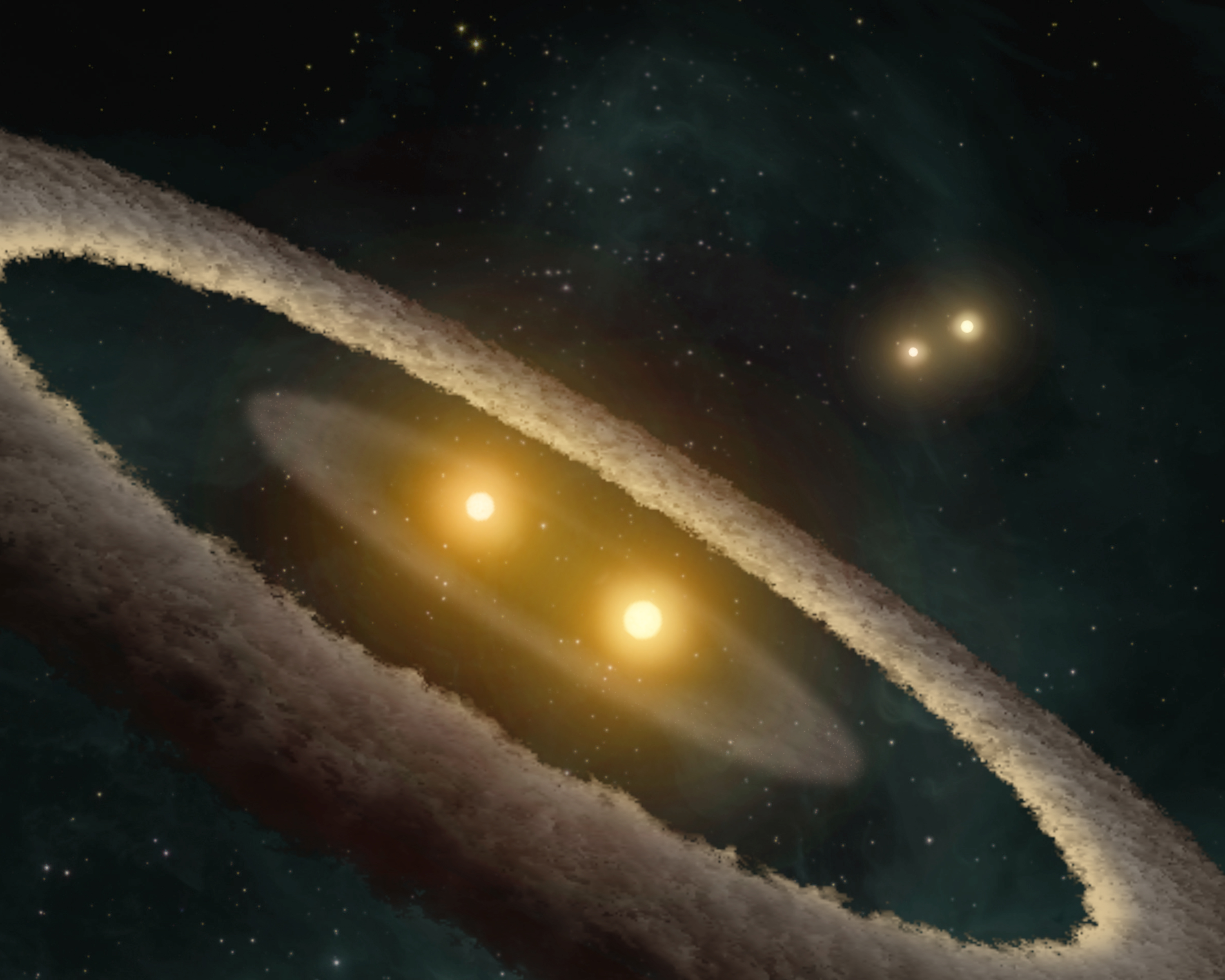
HD 98800, un sistema quadruplo visibile nella costellazione del Cratere.

I sistemi aventi più di due stelle sono chiamati multipli, che, per motivi connessi alla stabilità orbitale, sono spesso organizzati in gruppi gerarchici di binarie coorbitanti.
Algol, nella costellazione di Perseo, sebbene sia stato a lungo ritenuto binario, è il sistema stellare triplo più noto. Le due componenti visibili del sistema si eclissano l'una con l'altra producendo una variazione di luminosità osservata per la prima volta da Geminiano Montanari nel 1670. Il nome Algol significa stella del diavolo, dall'arabo al ghûl, e deriva probabilmente dal suo comportamento. Un altro sistema triplo visibile dalla Terra è α Centauri, la terza stella più luminosa di tutta la volta celeste; le due componenti principali del sistema, α Centauri A e α Centauri B, hanno una separazione minima, al periastro, di 11 UA, il che dovrebbe permettere l'esistenza di zone abitabili stabili intorno alle due stelle.
Esistono sistemi multipli che possiedono più di tre componenti: Castore, la seconda stella più luminosa della costellazione dei Gemelli e una delle più luminose stelle della volta celeste, è in realtà un sistema sestuplo. Due componenti furono separate per la prima volta nel 1719; in seguito si scoprì che ognuna di queste componenti era a sua volta una binaria spettroscopica e che Castore possedeva un'ulteriore debole componente separata, a sua volta una binaria spettroscopica. Anche il sistema Mizar-Alcor, una binaria visuale osservabile nella costellazione dell'Orsa Maggiore, è in realtà sestuplo: quattro componenti appartengono a Mizar, le altre due a Alcor.

### Titoli generali
- (EN) George Forbes, History of Astronomy, Londra, Watts & Co. (Free e-book from Project Gutenberg), 1909.
- (EN) Albrecht Unsöld, The New Cosmos, New York, Springer-Verlag, 1969.
- H. L. Shipman, L'Universo inquieto. Guida all'osservazione a occhio nudo e con il telescopio. Introduzione all'astronomia, Bologna, Zanichelli, 1984, ISBN 88-08-03170-5.
- (EN) Stephen Hawking, A Brief History of Time, Bantam Books, 1988, ISBN 0-553-17521-1.
- H. Reeves, L'evoluzione cosmica, Milano, Rizzoli–BUR, 2000, ISBN 88-17-25907-1.
- (EN) John Gribbin, Mary Gribbin, Stardust: Supernovae and Life—The Cosmic Connection, Yale University Press, 2001, ISBN 0-300-09097-8.
- AA.VV, L'Universo - Grande enciclopedia dell'astronomia, Novara, De Agostini, 2002.
- J. Gribbin, Enciclopedia di astronomia e cosmologia, Milano, Garzanti, 2005, ISBN 88-11-50517-8.
- W. Owen, et al, Atlante illustrato dell'Universo, Milano, Il Viaggiatore, 2006, ISBN 88-365-3679-4.

### Titoli specifici
- (EN) S. Chandrasekhar, An Introduction to the Study of Stellar Structure, New York, Dover, 1939, ISBN 0-486-60413-6.
- (EN) S. Chandrasekhar, Principles of Stellar Dynamics, New York, Dover, 2005 (1ª ed. 1942), ISBN 0-486-44273-X.
- (EN) Martin Schwarzschild, Structure and Evolution of the Stars, Princeton University Press, 1958, ISBN 0-691-08044-5.
- (EN) Robert G. Aitken, The Binary Stars, New York, Dover Publications Inc., 1964  [1918]. ISBN non esistente
- (EN) Wulff D. Heintz, Double Stars, Dordrecht, D. Reidel Publishing Company, 1978, ISBN 90-277-0885-1.
- (EN) Victor G. Szebehely, Richard B. Curran, Stability of the Solar System and Its Minor Natural and Artificial Bodies, Springer, 1985, ISBN 90-277-2046-0.
- Mario Rigutti, Cento miliardi di stelle, Firenze, Giunti, 1995, ISBN 88-09-20734-3.
- Enrico Moltisanti, Le stelle doppie, Milano, Sirio srl, 1998, ISBN 88-203-2650-7.
- (EN) C. J. Lada, N. D. Kylafits, The Origin of Stars and Planetary Systems, Kluwer Academic Publishers, 1999, ISBN 0-7923-5909-7.
- (EN) Cliff Pickover, The Stars of Heaven, Oxford, Oxford University Press, 2001, ISBN 0-19-514874-6.
- A. De Blasi, Le stelle: nascita, evoluzione e morte, Bologna, CLUEB, 2002, ISBN 88-491-1832-5.
- (EN) Robert W. Argyle, Observing and measuring visual double stars, Londra, Springer, 2004, ISBN 1-85233-558-0.
- M. Hack, Dove nascono le stelle. Dalla vita ai quark: un viaggio a ritroso alle origini dell'Universo, Milano, Sperling & Kupfer, 2004, ISBN 88-8274-912-6.
- (EN) James Mullaney, Double and Multiple Stars and How to Observe Them, Londra, Springer, 2005, ISBN 1-85233-751-6.
- J. Lindstrom, Stelle, galassie e misteri cosmici, Trieste, Editoriale Scienza, 2006, ISBN 88-7307-326-3.
- C. Abbondi, Universo in evoluzione dalla nascita alla morte delle stelle, Sandit, 2007, ISBN 88-89150-32-7.

### Carte celesti
- Tirion, Rappaport, Lovi, Uranometria 2000.0 - Volume I & II, Richmond, Virginia, USA, Willmann-Bell, inc., 1987, ISBN 0-943396-15-8.
- Tirion, Sinnott, Sky Atlas 2000.0, 2ª ed., Cambridge, USA, Cambridge University Press, 1998, ISBN 0-933346-90-5.
- Tirion, The Cambridge Star Atlas 2000.0, 3ª ed., Cambridge, USA, Cambridge University Press, 2001, ISBN 0-521-80084-6.